# یوت ورک ماتور

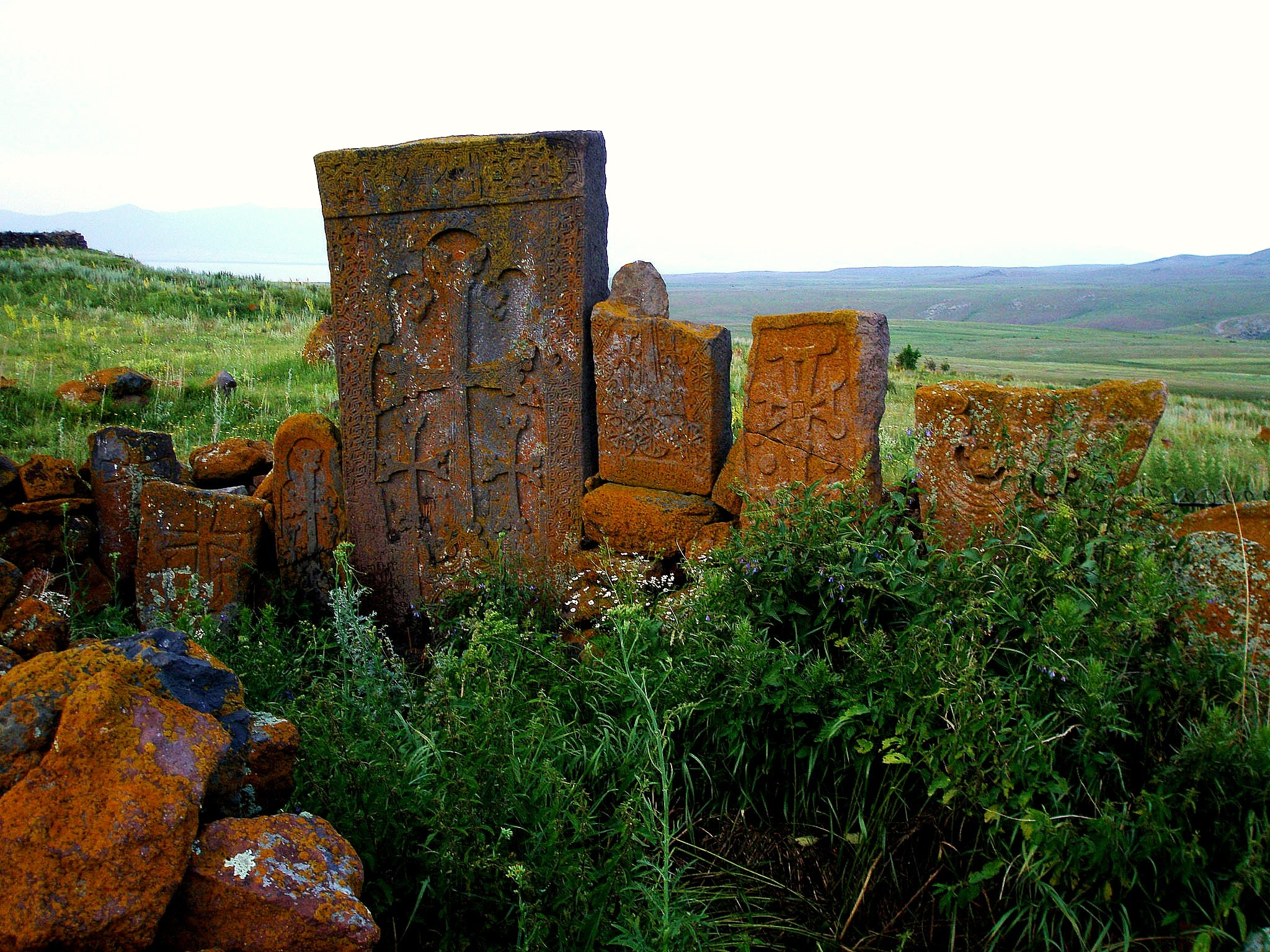
یادبود یوت ورک ماتور.

یوت وِرک ماتور (ارمنی: Յոթ Վերք Մատուռ؛ Yot Verk Matur؛ به معنی "نمازخانه هفت زخم")، به بنای یادبود کوچکی است که در اواخر سده ۱۴ میلادی به یادبود هفت حاکم هفت روستا بنا شده‌است. به گفته عامه مردم که تیمور فاتح وارد ارمنستان شد و علیه آن هفت پادشاه جنگید. در نتیجه این نبردها، آن هفت حاکم کشته شدند و تمام روستاها نیز توسط تیمور ویران شدند.